# Айова (округ, Айова)
А́йова (англ. Iowa County) — округ в США, штате Айова. На 2000 год численность населения составляла 15 671 человек. По оценке бюро переписи населения США в 2009 году население округа составляло 15 811 человек. Окружным центром является город Маренго.

## История
Округ Айова был сформирован 17 февраля 1843 года.

## География
Согласно данным Бюро переписи населения США площадь округа Айова составляет 1518 км².

### Основные шоссе
- Федеральная автострада 80
- Шоссе 6
- Шоссе 151
- Автострада 21
- Автострада 149
- Автострада 220
- Автострада 212

### Соседние округа
- Бентон  (север)
- Линн  (северо-восток)
- Джонсон  (восток)
- Вашингтон  (юго-восток)
- Киокак  (юг)
- Пауэшик  (запад)
- Тейма  (северо-запад)

## Демография
По данным переписи населения 2000 года в округе проживало 15 671 жителей. Среди них 24,3 % составляли дети до 18 лет, 17,5 % люди возрастом более 65 лет. 50,8 % населения составляли женщины.
Национальный состав был следующим: 98,7 % белых, 0,3 % афроамериканцев, 0,1 % представителей коренных народов, 0,4 % азиатов, 1,6 % латиноамериканцев. 0,5 % населения являлись представителями двух или более рас.
Средний доход на душу населения в округе составлял $18884. 7,9 % населения имело доход ниже прожиточного минимума. Средний доход на домохозяйство составлял $54129.
Также 87,0 % взрослого населения имело законченное среднее образование, а 15,8 % имело высшее образование.